# Arbitrii de la Campionatul European de Fotbal 2012
UEFA a numit cei doisprezece arbitri și patru arbitri de rezervă pentru meciurile de la Campionatul European de Fotbal 2012 pe 20 decembrie 2011. Fiecare echipă este formată din cinci oficiali din aceeași echipă: un arbitru central, doi arbitri asistenți și doi arbitri asistenți adiționali. În plus, a fost numit un al treilea arbitru asistent din fiecare țară, care va fi rezervă pentru ceilalți în caz de necesitate. Ca urmare a studiului realizat în Liga Campionilor și UEFA Europa League, doi arbitri asistenți adiționali vor sta în spatele porții pentru prima dată în istoria Campionatului European.
| Țara       | Arbitru                 | Arbitri asistenți                                                                  | Arbitri asistenți adiționali               |
| ---------- | ----------------------- | ---------------------------------------------------------------------------------- | ------------------------------------------ |
| Anglia     | Howard Webb             | Michael Mullarkey Peter Kirkup Stephen Child (rezervă)                             | Martin Atkinson Mark Clattenburg           |
| Franța     | Stéphane Lannoy         | Eric Dansault Frédéric Cano Michaël Annonier                                       | Fredy Fautrel Ruddy Buquet                 |
| Germania   | Wolfgang Stark          | Jan-Hendrik Salver Mike Pickel Mark Borsch (rezervă)                               | Florian Meyer Deniz Aytekin                |
| Ungaria    | Viktor Kassai           | Gábor Erős György Ring Róbert Kispál (rezervă)                                     | István Vad Tamás Bognár                    |
| Italia     | Nicola Rizzoli          | Renato Faverani Andrea Stefani Luca Maggiani (rezervă)                             | Gianluca Rocchi Paolo Tagliavento          |
| Olanda     | Björn Kuipers           | Sander van Roekel Erwin Zeinstra Norbertus Simons (rezervă)                        | Pol van Boekel Richard Liesveld            |
| Portugalia | Pedro Proença           | Bertino Miranda Ricardo Santos Tiago Trigo (rezervă)                               | Jorge Sousa Duarte Gomes                   |
| Scoția     | Craig Thomson           | Alasdair Ross Derek Rose Graham Chambers (rezervă)                                 | William Collum Euan Norris                 |
| Slovenia   | Damir Skomina           | Primož Arhar Marko Stančin Matej Žunič                                             | Matej Jug Slavko Vinčič                    |
| Spania     | Carlos Velasco Carballo | Roberto Alonso Fernández Juan Carlos Yuste Jiménez Jesús Calvo Guadamuro (rezervă) | David Fernández Borbalán Carlos Clos Gómez |
| Suedia     | Jonas Eriksson          | Stefan Wittberg Mathias Klasenius Fredrik Nilsson (rezervă)                        | Markus Strömbergsson Stefan Johannesson    |
| Turcia     | Cüneyt Çakır            | Bahattin Duran Tarık Ongun Mustafa Emre Eyisoy (rezervă)                           | Hüseyin Göçek Bülent Yıldırım              |

Au fost numiți și patru oficiali care vor fi doar arbitrii de rezervă și patru arbitri asistenți de rezervă.
| Țara     | Arbitru de rezervă |
| -------- | ------------------ |
| Cehia    | Pavel Královec     |
| Norvegia | Tom Harald Hagen   |
| Polonia  | Marcin Borski      |
| Ucraina  | Viktor Shvetsov    |

| Țara     | Arbitru asistent de rezervă |
| -------- | --------------------------- |
| Irlanda  | Damien MacGraith            |
| Polonia  | Marcin Borkowski            |
| Slovacia | Roman Slysko                |
| Ucraina  | Oleksandr Voytyuk           |